# Jeļena Prokopčuka
Jeļena Prokopčuka (Riga, Letonia; 21 de septiembre de 1976) es una corredora de fondo letona, ganadora en dos ocasiones consecutivas (2005 y 2006) de la prestigiosa maratón de Nueva York, con un tiempo de 2:24:41 y 2:25:05 segundos respectivamente. Además ha conseguido ganar la media maratón de Riga en cinco ocasiones consecutivas (2012-2016) y es poseedora de la mejor marca (1:10:27 segundos) en dicho evento, lograda en 2012.